# Méndez
Méndez, tidigare DJ Méndez, egentligen Leopoldo Jorge Méndez Alcayaga, född 21 juli 1975 i Valparaíso, är en chilensk-svensk artist.

## Bakgrund
Méndez kom till Sverige 1986 med sin mor och sina syskon; hans far hade flytt hemlandet Chile tidigare. Méndez växte upp i Farsta i södra Stockholm. Efter att ha haft problem med droger lade han självmant in sig på Solberga behandlingshem. Där började han experimentera med olika sång- och dansstilar.
Méndez hade arbetat som diskjockey när han fick se producenten Robert Wåtz i en butik. Han tog kontakt och det ledde så småningom till att Wåtz och kollegan Rasmus Lindwall producerade hans debutsingel "Chiki-Chiki".

## Privatliv
Méndez har varit gift med Marcela Duque och har sex barn, tidigare bosatta i Chicureo i Chile men sedan 2018 bosatta i Sverige. I samband med sin medverkan i Let's dance 2019 berättade Mendez att makarna skilt sig.

## Musikkarriär
Hans stora genombrott kom med låten "Razor Tongue" som hamnade på topp 10-listan och spelades flitigt i radio.
År 2000 kom hans debutalbum Latino For Life med hits som "Estocolmo" och "Fiesta". Uppföljaren till hans debutalbum kom ut 2001 med namnet Mendez. Första singeln var "Cross The Border" därefter kom "Blanca".
Méndez ställde upp i Melodifestivalen 2002 och slutade på andra plats med låten Adrenaline skriven av Robert Wåtz, Rasmus Lindwall, Patrik Henzel och Pablo Cepeda. Samma år släppte han sitt nästa album med samma namn. Även 2003 ställde han upp i Melodifestivalen, då med låten Carnaval som inte kom till final. I Melodifestivalen 2018 gjorde Méndez comeback med låten Everyday i tredje deltävlingen där han tog sig till Andra chansen för att senare ta sig till final. I Melodifestivalen 2020 tävlade han med låten Vamos Amigos med Alvaro Estrella.

## Politiska ambitioner
År 2016 ställde Méndez upp i borgmästarvalet i Valparaíso. Han vann primärvalet för att bli kandidat för la Nueva Mayoría, men kom trea efter Jorge Sharp (som vann) och Jorge Castro Muñoz.

## Diskografi

### Album
- 2000 - Latino For Life
- 2001 - Mendez
- 2002 - Adrenaline
- 2003 - Perro Perseverante
- 2005 - Grandes Éxitos
- 2009 - 210
- 2011 - Made In Chile

### Singlar
(DJ Mendez 1999-2000, Mendez från 2001)
- 1999 - Razor Tongue
- 1999 - Estocolmo
- 1999 - Chiki-Chiki
- 2000 - Fiesta (House Party)
- 2000 - Tell Me Why
- 2001 - Cross The Border
- 2001 - Shut Your Mouth
- 2001 - Blanca
- 2002 - Adrenaline (från Melodifestivalen 2002)
- 2002 - No Criminal (tillsammans med Low-Low)
- 2003 - Carnaval  (från Melodifestivalen 2003)
- 2003 - Tequila (The Margarita Mix)
- 2004 - Is That OK?
- 2004 - Why Do Lovers Cheat?
- 2005 - Streetlife (tillsammans med Teddy)
- 2018 -  Everyday

### Fotnoter
1. ↑  Här är alla artister som turnerar med Diggiloo 2018 Arkiverad 7 februari 2018 hämtat från the Wayback Machine., Allas 2017-11-29
2. ↑  Tore S. Börjesson (8 mars 2002). ”Jag vill inte vara någon bad boy” (på svenska). Aftonbladet. http://www.aftonbladet.se/nojesbladet/article10263765.ab. Läst 25 april 2017.
3. ↑  ”Mendez bryter tystnaden om skilsmässan från Marcela”. Hänt. 25 mars 2019. https://www.hant.se/noje/mendez-bryter-tystnaden-om-skilsmassan-fran-marcela-duque-forlorat-karleken-i-mitt-liv/. Läst 20 juni 2020.
4. ↑  ”Kikki Danielsson gör schlagercomeback”. Aftonbladet. https://www.aftonbladet.se/nojesbladet/melodifestivalen/a/W4V72/kikki-danielsson-gor-schlagercomeback. Läst 10 november 2017.
5. ↑  DJ Mendez kandiderar till borgmästare i Chile, Aftonbladet 2016-05-31
6. ↑  DJ Méndez vann primärvalet i Chile, Aftonbladet 2016-06-20